# Pont de Montvert - Sud Mont Lozère
Pont de Montvert - Sud Mont Lozère is een gemeente in het Franse departement Lozère (regio Occitanie). De plaats maakt deel uit van het arrondissement Florac. Pont de Montvert - Sud Mont Lozère is op 1 januari 2016 ontstaan door de fusie van de gemeenten Fraissinet-de-Lozère, Le Pont-de-Montvert en Saint-Maurice-de-Ventalon. De gemeente telde 537 inwoners op 1 januari 2022.

## Geografie
De oppervlakte van Pont de Montvert - Sud Mont Lozère bedroeg op 1 januari 2022 167,34 vierkante kilometer; de bevolkingsdichtheid was toen 3,2 inwoners per km².

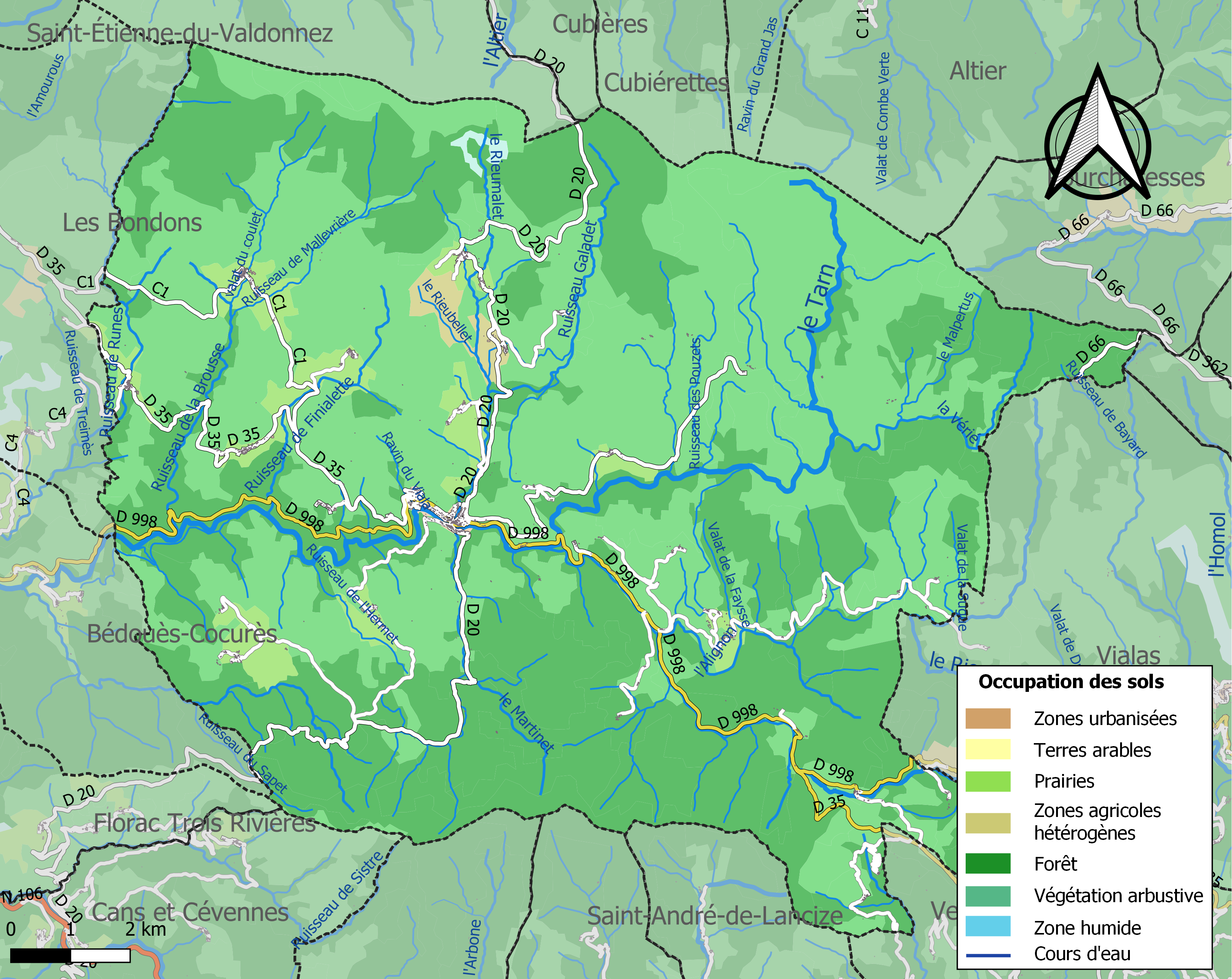
Kaart van de gemeente met de belangrijkste infrastructuur, bodemgebruik en omliggende gemeenten